# Tanya Valette
Tanya Valette (n. 1962) es una productora de cine, televisión y gestora cultural dominicana. Fue la primera mujer en dirigir la Escuela Internacional de Cine y Televisión de San Antonio de los Baños (EICTV), fundada en Cuba, por el escritor colombiano Gabriel García Márquez .

## Formación
Valette estudió Psicología social en la Universidad Autónoma de Santo Domingo. Más tarde, salió del país con destino a Cuba, donde se graduó, en 1990, como parte de la primera generación de graduandos la Escuela Internacional de Cine y Televisión de San Antonio de los Baños, Cuba, con el título de editora. Luego, se va a vivir a Francia, donde se inicia en la producción de documentales y en el desarrollo de proyectos autorales.

## Trayectoria
Desde 1991, Valette ha trabajado como guionista, productora y realizadora de documentales en varios países como Francia, República Dominicana, España y Portugal entre otros. Ha sido responsable de la realización de proyectos para la televisión educativa dominicana, del Ministerio de Educación, de la dirección varios vídeos musicales, comerciales y experimentales, asesora general, en la realización de las entrevistas en el documental «Bailadores en Santo Domingo», presentado en el Centro Cultural de España, en Santo Domingo,[3] productora ejecutiva de la Serie documental “Ser un Ser Humano”[5] coordinadora de Talleres de Formación del Programa Ibermedia.
Para el periodo 2007-2009, la Fundación del Nuevo Cine Latinoamericano la escoge para asumir como la primera mujer y primera egresada en dirigir la Escuela Internacional de Cine (EICTV) fundada en Cuba en 1986 por el escritor colombiano Gabriel García Márquez, la cual es reconocida como una de las escuelas de cine más prestigiosas del mundo.
Valette formó parte del equipo multidisciplinario, nombrado por la presidencia de la República Dominicana, para la elaboración de la Ley de Cine, aprobada en noviembre de 2010 y posteriormente fue la encargada de estrategias de desarrollo de la Dirección Nacional de Cine de la República Dominicana (DGCINE).
También ha sido comisaria y coordinadora de encuentros y talleres para diversas instituciones y festivales alrededor del mundo y consultora de proyectos audiovisuales y gestora cultural, fungió como jurado del XIII Festival Internacional de Documentales de Madrid 11, en 2011. 2017, fue la coordinadora del taller DOCTV VI.
Desde el año 2013 es la directora artística y programadora del Festival IBAFF, en Murcia, España, que organiza mesas redondas y la proyección de los diferentes trabajos de cinco de las mejores escuelas de cine del mundo, además de la cubana, las de Lodz (Polonia), Oporto (Portugal), Ginebra (Suiza) y Cataluña.
Además de los puestos anteriores, Valette fue jefa de producción y directora de documentales y vídeos experimentales en Basanta Films y productora ejecutiva en La Mala Res Films, experiencias que le dieron un puesto, en el 2018, junto a otros expertos, en el panel El Cine como Recurso Educativo dentro del IX Festival Internacional de Cine Infantil.
Desde 2017 es la Directora de la carrera de Cine en Chavón, la cual ha sido reconocida por la Revista Variety como una de las escuelas estelares de cine.

## Premios
Ganó el Premio de l'Aide a l'écriture du CNC y la Ayuda a la Producción de la Procirep para su documental Ti Malice et Gros Bouqui.
Estado Cubano reconoció su labor en el 2012 al frente de la Escuela Internacional de Cine y Televisión (ECITV), de San Antonio de los Baños, al entregarle la Orden por la Cultura Nacional, de la mano del entonces Ministro Cubano de Cultural Rafael Bernal.